# Altaj köztársaság
Altaj Köztársaság vagy Altaj-hegyvidék (oroszul Республика Алтай [Reszpublika Altaj], altaji nyelven: Алтай Республика) az Orosz Föderáció egyik szubjektuma Szibéria déli részén. A Szibériai szövetségi körzethez tartozik, és Mongóliával, Kínával, Kazahsztánnal, valamint Oroszországon belül az Altaji határterülettel, Tuva és Hakasz Köztársasággal határos. Területe 92 600 km², lakossága mintegy 210 ezer fő, ezzel az ország egyik legkisebb népsűrűségű régiója. A köztársaságot 1922-ben hozták létre Oirat (vagy Gorno-Altaji) autonóm terület néven, majd többszöri névváltoztatás után 1992-től viseli jelenlegi nevét és köztársasági státuszát. A térség lakói között altaji őslakosok, oroszok és más szibériai népcsoportok élnek. Székhelye és legnagyobb városa Gorno-Altajszk, amely közigazgatási, gazdasági és kulturális központként is működik.
Oroszország déli részén, Közép-Ázsia északi peremén, a Szaján- és Altaj-hegység találkozásánál helyezkedik el. Területe túlnyomórészt hegyvidéki, mély folyóvölgyekkel és magas hegycsúcsokkal tagolt. A legjelentősebb folyók közé tartozik a Katuny és a Bija, amelyek az Ob forrásvidékét alkotják. Az éghajlat kontinentális: hideg telek és meleg, de viszonylag rövid nyarak jellemzik. A térség gazdag természeti kincsekben: kiterjedt erdőségek, kristálytiszta tavak és változatos élővilág található itt. A régió mezőgazdasága elsősorban állattenyésztésre és takarmánynövények termesztésére épül, de a méhészet és gyógynövénygyűjtés is jelentős szerepet játszik.
Történelme szorosan kapcsolódik a türk és mongol eredetű népekhez, akik évszázadokon át e hegyvidéki területen éltek. A középkorban a térség különböző nomád birodalmak – többek között a Rúrik-féle Kaganátus, a Mongol Birodalom és később a Dzsingisz kán által alapított Arany Horda – fennhatósága alá tartozott. A 17–18. században az Orosz Birodalom fokozatosan kiterjesztette befolyását a régióra. A 19. század végére a terület teljes egészében orosz uralom alá került, és megkezdődött az orosz telepesek betelepítése. A szovjet időszakban, 1922-ben megalakult a Gorno-Altaji Autonóm Terület, amelyet később többször is átszerveztek. A Szovjetunió felbomlása után, 1992-ben az Altaj Köztársaság autonóm státuszt kapott az Orosz Föderáción belül. Ma a régió igyekszik megőrizni gazdag kulturális és nyelvi örökségét, különösen az altaji őslakos népcsoportok hagyományait, miközben a turizmus és a helyi gazdaság fejlesztésére törekszik.

## Történelem
Az altájok saját közigazgatási egysége 1922. június 1-jén Ojrat autonóm terület néven jött létre az Altaji kormányzóság egy részéből, székhelye az akkor Ulala nevű Gorno-Altajszk volt. A terület nevét 1932-ben Ojrot autonóm területre változtatták, székhelye új neve pedig Ojrot-Tura lett. 1948-ban ismét megváltoztatták mind a terület, mind a székhely nevét: az előbbié Altaj-hegyvidéki autonóm terület lett, az utóbbié Gorno-Altajszk, amit tulajdonképpen a terület új nevéből képeztek.
Az egykori Ojrat, Ojrot majd Altaj-hegyvidéki autonóm terület 1925-től az akkor létrehozott Szibériai határterülethez tartozott, ennek felosztása után 1930-tól a Nyugat-szibériai, 1937-től pedig az ennek egy részéből létrejött Altaji határterülethez. 1991-ben a terület neve ismét változott és köztársasági rangot is kapott, attól kezdve neve Altaj köztársaság és az Oroszországi Föderáció önálló alanya.

## Népesség

### Etnikumok
| Nemzetiségek | 1926           | 1939            | 1959            | 1970            | 1979            | 1989            | 2002            | 2010            |
| ------------ | -------------- | --------------- | --------------- | --------------- | --------------- | --------------- | --------------- | --------------- |
| altajok      | 42 213 (42,4%) | 39 285 (24,2%)  | 38 019 (24,2%)  | 46 750 (27,8%)  | 50 203 (29,2%)  | 59 130 (31%)    | 68 027 (33,6%)  | 69 963 (34,5%)  |
| oroszok      | 51 813 (52%)   | 114 209 (70,4%) | 109 661 (69,8%) | 110 442 (65,6%) | 108 795 (63,2%) | 115 188 (60,4%) | 116 510 (57,5%) | 114 802 (56,6%) |
| kazakok      | 2 326 (2,3%)   | 4 280 (2,6%)    | 4 745 (3%)      | 7 170 (4,3%)    | 8 677 (5%)      | 10 692 (5,6%)   | 12 108 (6%)     | 12 524 (6,2%)   |

Az altajok száma a különböző kisebb altaj népcsoportokkal együtt (telengitek, tubalárok, cselkánok, kumundiak, sórok) kerül kimutatásra.

### Népességváltozás
| Lakosok száma | 215 263 | 218 063 | 220 934 | 210 765 | 210 095 |
|               | 2016    | 2018    | 2021    | 2024    | 2025    |

### Vallási megoszlás
Egy 2012-es felmérés szerint a lakosság 27,6%-a az orosz ortodox egyház híve. A második legnépszerűbb valláscsoport az etnikai és természetvallások (13%), nevezetesen a szláv újpogányság , a tengrizmus  és a burhanizmus. Kisebbségi, de még jelentős vallások: az iszlám (6%) és hinduizmus (2%) (beleértve a szláv-védikus, krisnás és tantrikus mozgalmakat).

### Települések
Altaj-hegyvidék területén (a 2010. évi népszámláláskor) egyetlen város található, a főváros, Gorno-Altajszk, a falusi települések száma pedig 245 melyek közül 8 lakatlan.
A 2010. évi népszámlálás adatai szerint 28% a városi (vagyis a Gorno-Altajszkban élő) népesség aránya, ez az érték rendkívül alacsony Oroszország más régióival összehasonlítva. A legnagyobb falu népessége meghaladja a 16 ezer főt, és összesen 10-é éri el a háromezret, melyek együttesen a köztársaság lakosainak 29%-a számára nyújtanak otthont. A településhálózat döntő részét azonban a legfeljebb néhány száz lakosú aprófalvak alkotják.
Altaj-hegyvidék városa és legnépesebb falvai a következők (2010. évi népességükkel):
- Gorno-Altajszk (56 933)
- Majma (16 174)
- Kos-Agacs (7900)
- Ongudaj (5655)
- Turocsak (5582)

## Közigazgatás és önkormányzatok
Altaj-hegyvidék (a 2010. évi népszámláláskor) közigazgatási szempontból 10, a székhelyükről elnevezett járásra oszlik, ezen kívül Gorno-Altajszk városa köztársasági alárendeltségű, így nem tartozik egyik járáshoz sem.
Az önkormányzatok területi beosztása nagyjából megegyezik a közigazgatási felosztással. A 10 járás mindegyikében járási önkormányzat működik, Gorno-Altajszk a járásoktól független városi körzetet alkot, ami egyszintű önkormányzat, egyszerre gyakorolja a járási és a községi önkormányzati hatásköröket, a járások területén pedig összesen 92 falusi község található.
A járások és székhelyeik:
- Csemali járás (Csemal)
- Csojai járás (Csoja)
- Kos-agacsi járás (Kos-Agacs)
- Majmai járás (Majma)
- Ongudaji járás (Ongudaj)
- Sebalinói járás (Sebalino)
- Turocsaki járás (Turocsak)
- Ulagani járás (Ulagan)
- Uszty-kani járás (Uszty-Kan)
- Uszty-kokszai járás (Uszty-Koksza)

## Politikai vezetés
A köztársaság vezetője (oroszul: (glava):
- Alekszandr Vasziljevics Berdnyikov: 2006. január 20. – 2019. március 20. Hivatali idejének lejárta előtt önként lemondott.
- Oleg Leonyidovics Horohorgyin: 2019. március 20-ától Putyin elnök rendeletével a köztársaság vezetőjének feladatait ellátó megbízott. Megbízatása a következő választásig szólt (2019. szeptember).[13]

A 2019. szeptember 8-i választáson a köztársaság vezetőjévé választották. Beiktatták hivatalába: 2019. október 1-én. 2024. június 4-én hivatali idejének lejárta előtt lemondott.
- Andrej Anatoljevics Turcsak: 2024. június 4-től Putyin elnök rendeletével a köztársaság vezetőjének feladatait ellátó megbízott.[15]

## Turizmus

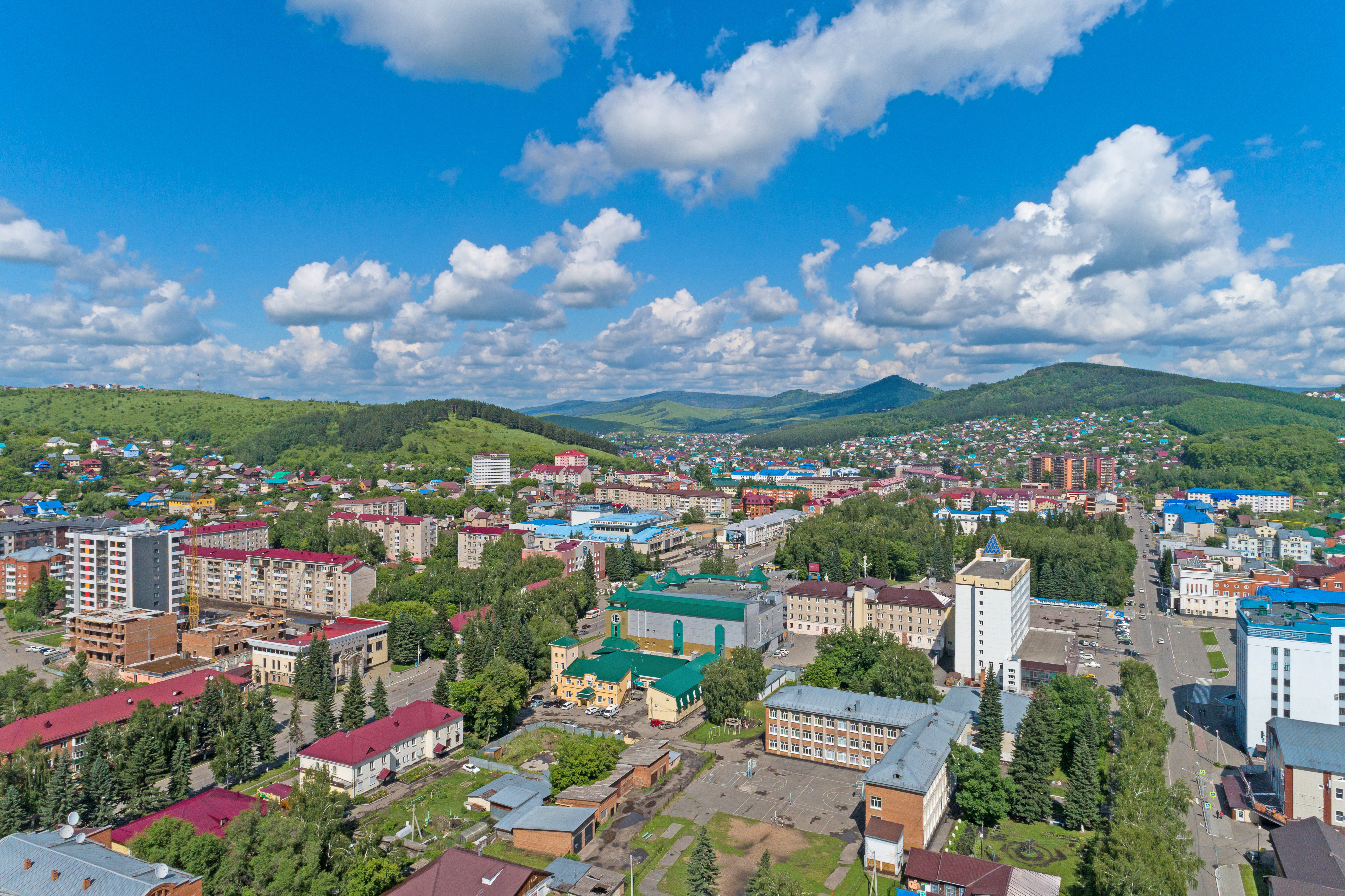
Gorno-Altajszk, a székhely
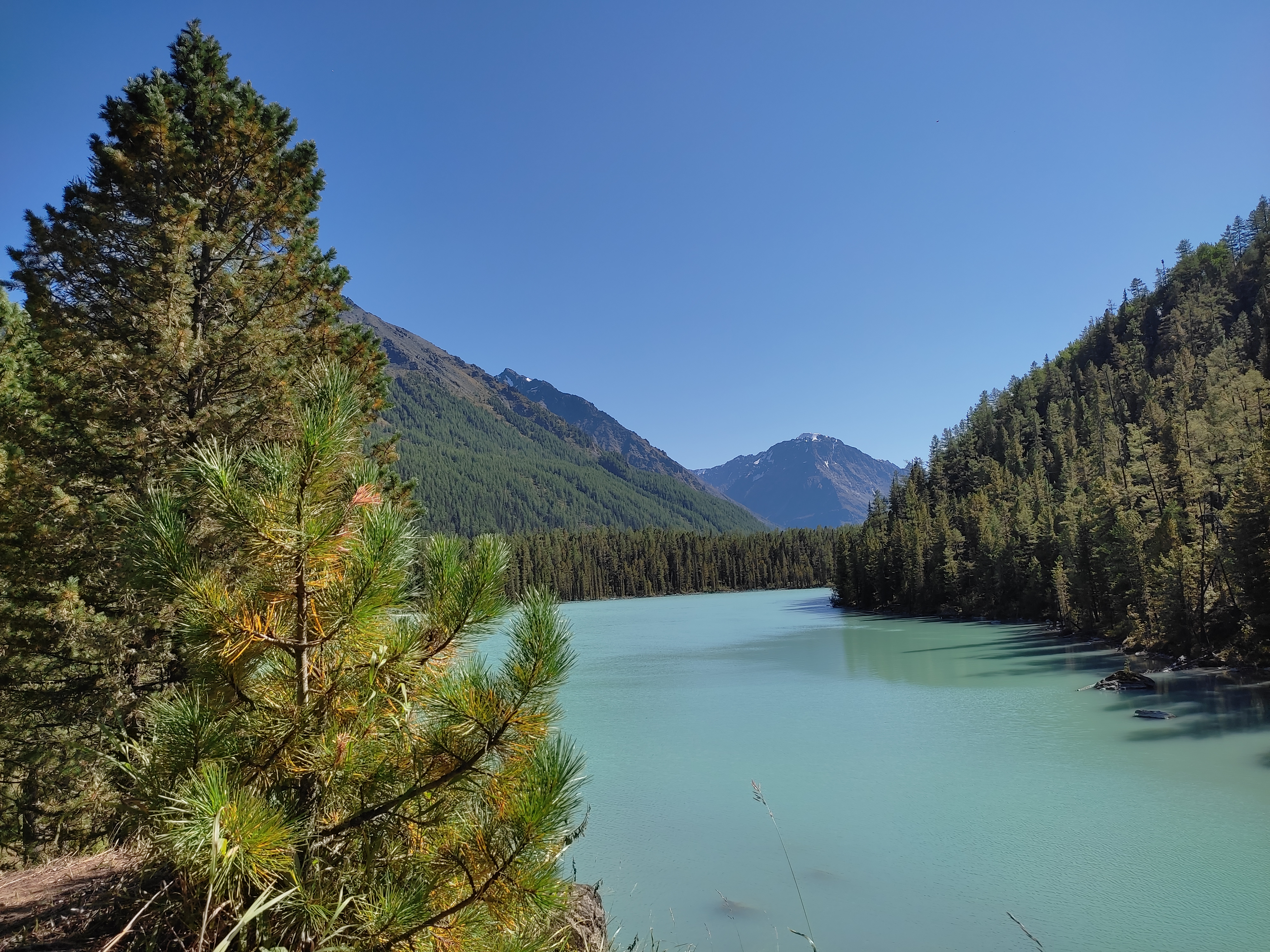
Kucherlinskoe-tó
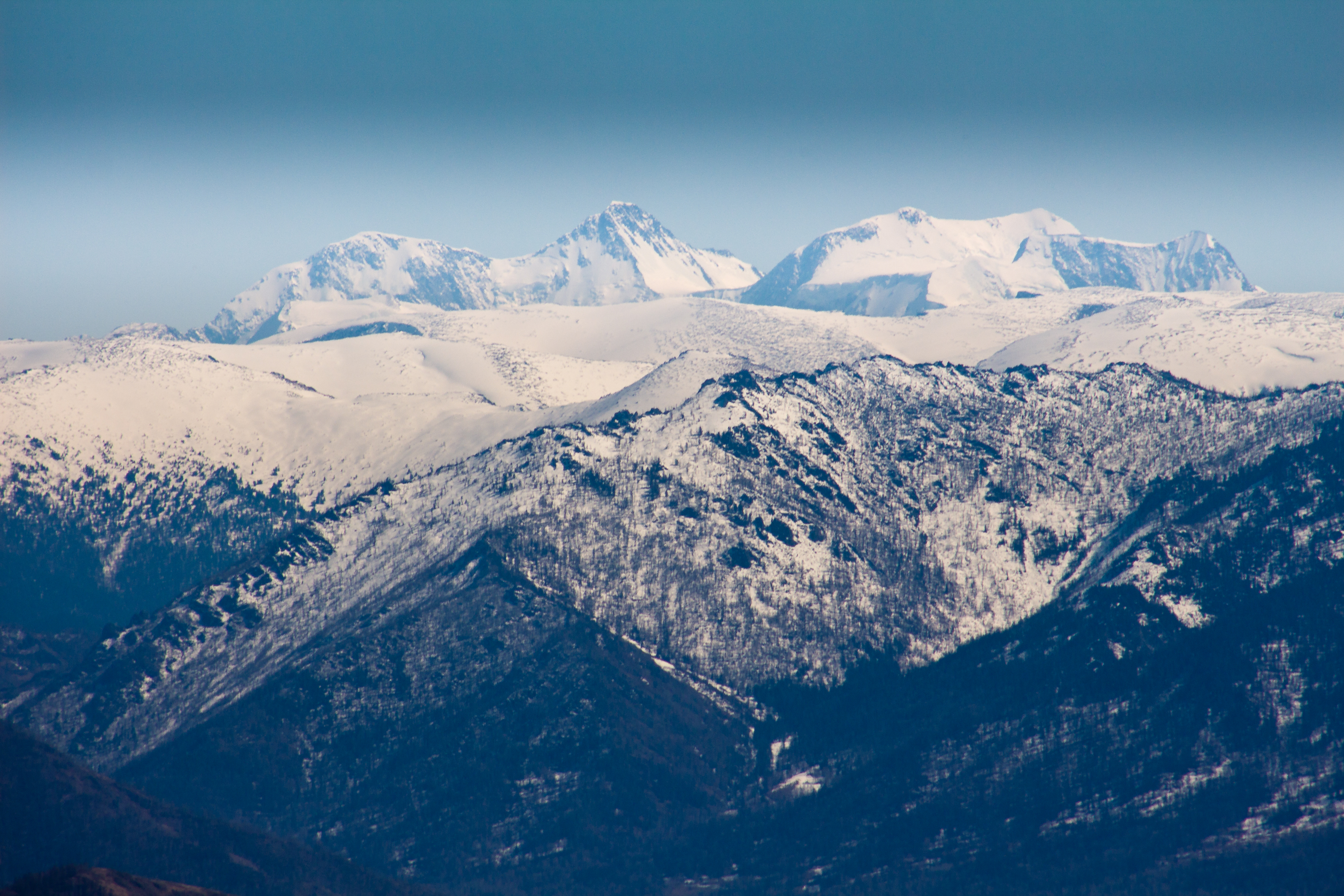
A Belukha-csúcs, Szibéria legmagasabb pontja